# 後藤康之 (アナリスト)
後藤 康之（ごとう やすゆき、1985年（昭和60年）6月25日 - ）は、日本の証券アナリスト。日本証券アナリスト協会 認定アナリスト、国際公認投資アナリスト 。日本ファンドレイジング協会 准認定ファンドレイザー。2021年にKKRキャピタル・マーケッツのプリンシパルに就任 。

## 経歴
東京都港区生まれ。高校2年時に米国 クライストチャーチ聖公会学校に留学し、卒業。
2008年
- ブラウン大学 国際関係学専攻 卒業[8] [9][注釈 4]。

2010年
- ジョンズ・ホプキンズ大学・南京大学中国アメリカ研究センター 修士課程 修了[8][10]。
- マッコーリー銀行 資源・商品チームリサーチアソシエイト 就任[8]。

2013年
- パシフィック・インベストメント・マネジメント アカウントアソシエイト 就任[8]。

2016年
- ブラックストーン・グループジャパン 投資家関係および事業開発 担当副社長 就任[8][11][注釈 5]。

2020年
- クアンティックビジネステクノロジースクール（英語版） エグゼクティブMBA 取得[8]。

2021年
- トランスパシフィック・グループ ディレクター 就任[8]。
- KKRキャピタル・マーケッツ プリンシパル 就任[8]。

## 人物
- 母の影響でフィギュアスケートを学び、インターハイ出場経験があり、シンクロナイズドスケーティングの全日本ジュニア部門の優勝経験がある。プロフィギュアスケートコーチとしての側面も持つ[12][13]。
- 東京米山友愛ロータリークラブの2018-2019年度会長経験あり[13][14]。

## 著書
- 『最強の外資系資産運用術』日本橋出版、2021年4月9日。ISBN 978-4434285455。

## 主な論文
- 『Movement of Changing the Status of Tibet from 1949-1951（2006.5.16）』[15]
- 『Kazakhstan- China: Oil and More?（2007.12.7）』[16]
- 『Comparison between Swedish and Japanese Financial Crisis – Search for Valuable Messages for Current Crisis in the U.S.（2009.6.2）』[17]